# Baby duck syndrome
Baby duck syndrome (sv: "Ankunge-syndrom") handlar om, i Människa–datorinteraktion, att en datoranvändare har tendensen att låta det första system man lär sig påverka sitt omdöme om andra datorsystem. Som att jämföra dessa system med det första du lärde dig, och på så vis tycka illa om andra system. 
Problemet visar sig ofta i en användares tidiga erfarenhet och har observerats att hindra en användares utbildning inom ett nytt mjukvarusystem.